# Rue de l'Abattoir (Liège)
 (septembre 2020).
Si vous disposez d'ouvrages ou d'articles de référence ou si vous connaissez des sites web de qualité traitant du thème abordé ici, merci de compléter l'article en donnant les références utiles à sa vérifiabilité et en les liant à la section « Notes et références ».
Pour les articles homonymes, voir Rue de l'Abattoir.
La rue de l'Abattoir est une rue liégeoise. 

## Situation et accès
Cette artère qui se situe dans la partie est du quartier d'Outremeuse débute quai Godefroid Kurth et se termine au quai du Barbou. Longue d'environ 90 m, la rue compte une dizaine d'habitations sur un seul côté et le Cré@lab de l'autre côté, dans les anciens hangars de l'Intermosane.